# Den falske Romeo
Den falske Romeo er en amerikansk stumfilm fra 1917 af Roscoe "Fatty" Arbuckle.

## Medvirkende
- Roscoe "Fatty" Arbuckle
- Al St. John
- Corinne Parquet
- Agnes Neilson
- Alice Lake